# Burlesque américain
Pour les articles homonymes, voir Burlesque (homonymie).

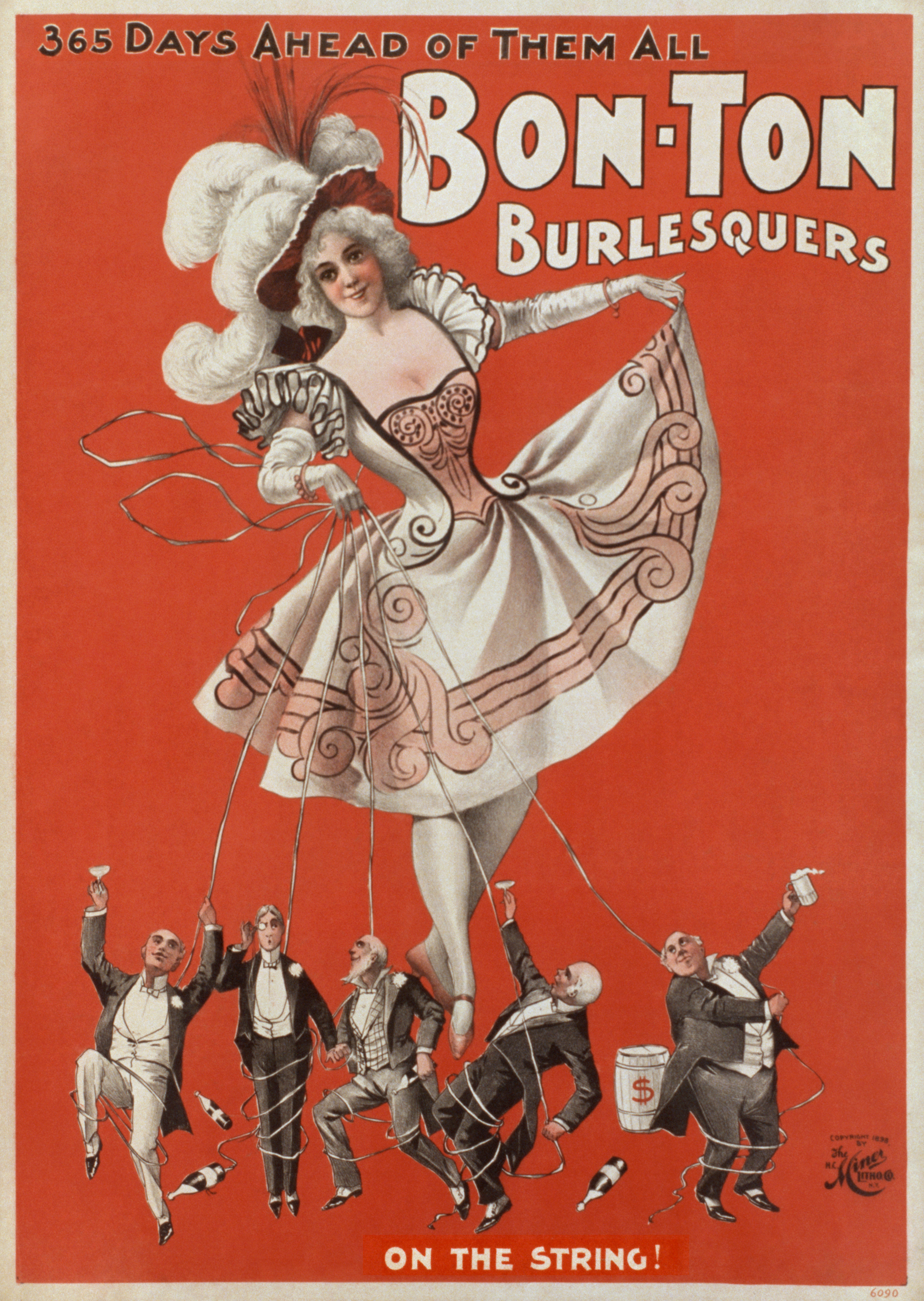
Affiche pour une troupe de burlesque (1898).

Le burlesque américain est un genre de spectacle de variété, adapté aux États-Unis, au XIXe siècle. Dérivés d'éléments du burlesque victorien (en), du music-hall et des minstrel shows, les spectacles burlesques américains deviennent populaires, à la fin des années 1860 et évoluent lentement pour mettre en scène la comédie grivoise et la nudité féminine. Au début des années 1930, l'élément striptease du burlesque éclipse la comédie et soumet le burlesque à une législation locale étendue. Le burlesque perd progressivement de sa popularité, à partir des années 1940. Un certain nombre de producteurs cherchent à capitaliser sur la nostalgie du divertissement en essayant de recréer l'esprit du burlesque, dans les films hollywoodiens, des années 1930 aux années 1960. Depuis les années 1990, ce format connaît un regain d'intérêt, avec le new burlesque. 

## Origines littéraires et théâtrales
Le terme burlesque désigne plus généralement une œuvre littéraire, dramatique ou musicale destinée à faire rire en caricaturant la manière ou l'esprit des œuvres sérieuses, ou par un traitement ridicule de leurs sujets. En littérature et au théâtre, tout au long du XIXe siècle, il est intentionnellement ridicule, dans la mesure où il imite plusieurs styles et combine des imitations de certains auteurs et artistes avec des descriptions absurdes. Le burlesque dépend de la connaissance du sujet par le lecteur, ou l'auditeur, pour produire l'effet recherché, et un haut degré d'instruction est considéré comme acquis. 
Le burlesque victorien (en), parfois appelé travestissement ou extravaganza,, est populaire dans les théâtres de Londres, entre les années 1830 et 1890. Il prend la forme d'une parodie de théâtre musical dans laquelle un opéra, une pièce de théâtre ou un ballet bien connus sont adaptés en une vaste pièce comique, généralement une pièce musicale, souvent de style osé (en) qui se moque des conventions et des styles théâtraux et musicaux de l'œuvre originale, et cite ou colle un texte ou une musique de l'œuvre originale. La comédie est souvent issue de l'incongruité et de l'absurdité des sujets classiques, avec des costumes et des décors historiques réalistes, juxtaposés aux activités modernes représentées par les acteurs. Les dialogues sont généralement écrits en couplets rimés, généreusement pimentés de mauvais jeux de mots. Un exemple typique d'un burlesque de Macbeth : Macbeth et Banquo entrent sous un parapluie et les sorcières les saluent par « Ave ! Ave ! Ave ! ». Macbeth demande à Banquo : « Que signifient ces salutations, noble thegn ? » et on lui répond : « Ces averses de 'grêle' anticipent votre 'règne' »,. Le burlesque théâtral se caractérise par la présentation de femmes séduisantes dans des rôles de parodie, vêtues de collants pour montrer leurs jambes, mais les pièces elles-mêmes sont rarement plus que modestement osées.

## Histoire

### XIXesiècle

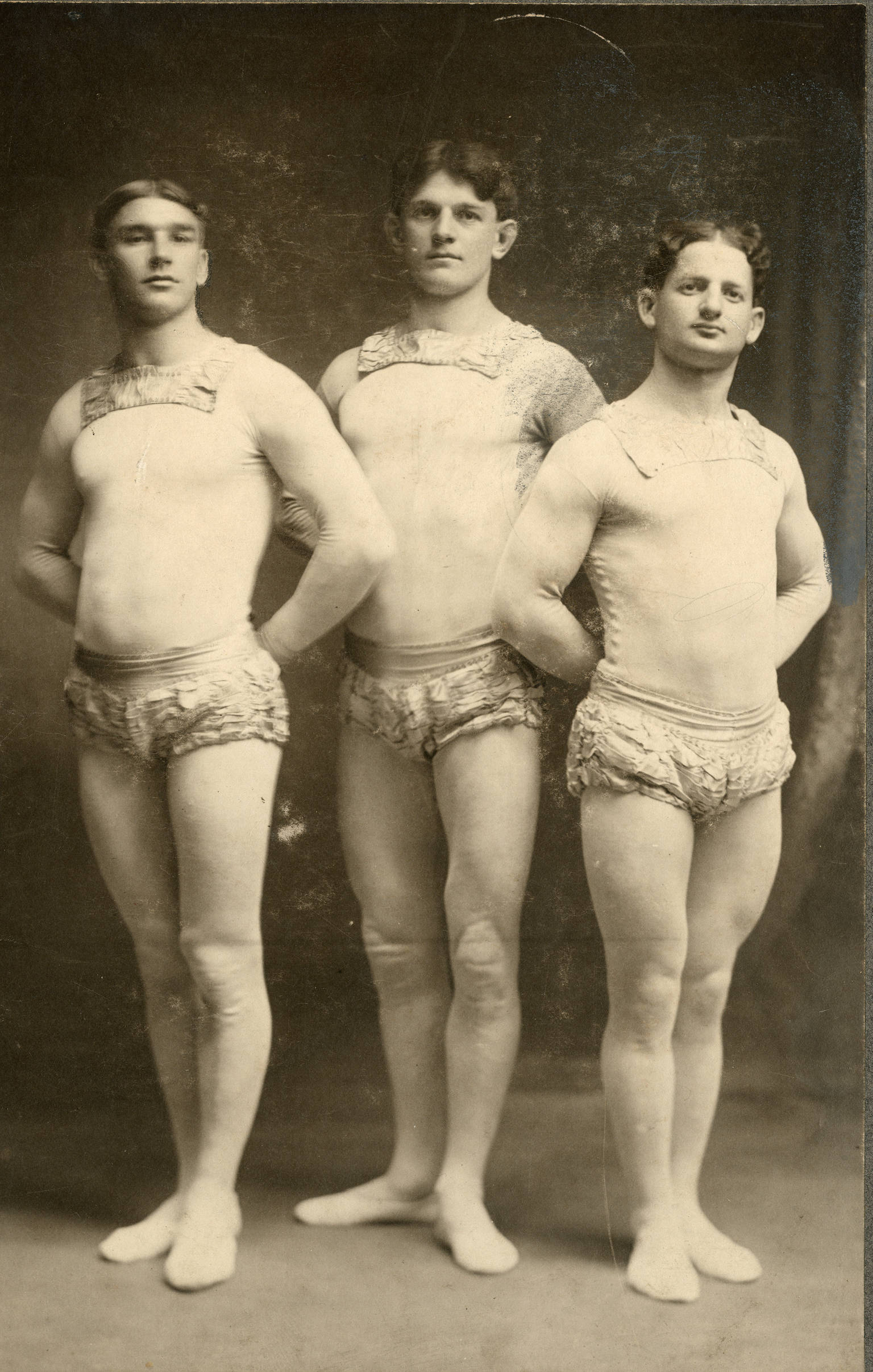
Les frères Mardo, dans un spectacle minstrel show (1904).

Le burlesque américain a subi trois influences principales dans ses premières années : Le burlesque victorien (en), les spectacles de jambes (en anglais : leg shows) et les minstrel shows. Dès les années 1840, le burlesque à l'anglaise est présenté, avec succès, à New York. 
On pense que le burlesque aux États-Unis, commence à New York, avec l'arrivée d'Angleterre de la troupe burlesque de Lydia Thompson, The British Blondes,,,. C'est le divertissement le plus populaire, à New York, pendant la saison théâtrale 1868-1869 : « Les excentricités de la pantomime et du burlesque - avec leur curieuse combinaison de comédie, parodie, satire, improvisation, chant et danse, numéros de variété, travestissement, effets scéniques extravagants, blagues risquées et costumes coquins - bien que familiers au public britannique, ont pris d'assaut New York ». Malheureusement, « le public féminin pour le burlesque n'a pas duré longtemps. Au cours de l'été 1869, une vague d’hystérie anti-burlesque dans la presse new-yorkaise a fait fuir le public de la classe moyenne ... et a envoyé la troupe Thompson en tournée nationale prématurément ». Après cet arrêt prématuré, les réactions contre le burlesque continuent à se développer. Les spectacles de Thompson sont décrits comme un « spectacle honteux de jambes rembourrées qui gigotent et se tortillent dans les folies insensées et les indécences de l'heure ». Le New York Times exprime constamment son dégoût du burlesque, allant même jusqu'à titrer un article avec le plaidoyer « Exit British Burlesque ».

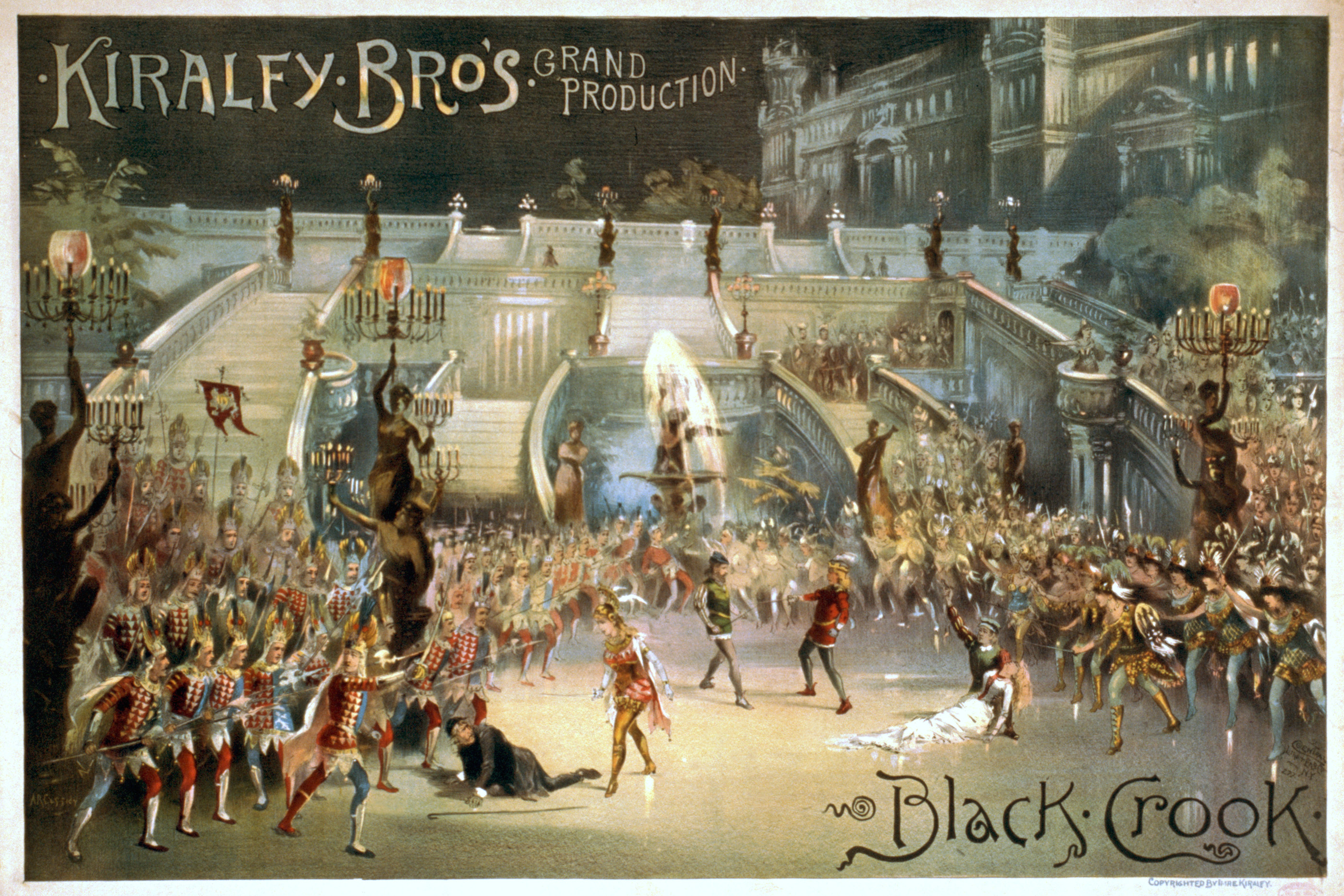
Affiche de la comédie musicale The Black Crook (1866).

Les spectacles de jambes, tels que la comédie musicale The Black Crook (1866), deviennent populaires à la même époque. L'influence du spectacle de ménestrel ne tarde pas à suivre. L'une des premières troupes burlesques américaines est la Rentz-Santley Novelty and Burlesque Company, créée en 1870 par Michael B. Leavitt, qui avait auparavant féminisé le spectacle de ménestrels avec sa troupe Madame Rentz's Female Minstrels (en). Le burlesque américain adopte rapidement la structure tripartite du spectacle des ménestrels : la première partie est composée de chansons et de danses interprétées par une compagnie féminine, entrecoupées de mauvaises comédies interprétées par des comédiens masculins. La deuxième partie présente diverses spécialités courtes et des olios (en), des numéros de vaudeville, dans lesquels les femmes n'apparaissent pas. Le spectacle se termine par une grande finale. Parfois, le spectacle est suivi d'un match de boxe ou de lutte.
Dans les années 1880, les quatre caractéristiques distinctives du burlesque américain évoluent :
- Les costumes sont réduits au minimum et se concentrent souvent sur la forme féminine.
- Les dialogues, danses, intrigues et mises en scène sont sexuellement suggestifs.
- L'humour vif est ponctué de jeux de mots, mais sans complexité.
- Chorégraphies ou des sketches courts avec une cohésion d'intrigue minimale dans un spectacle[20].

« De 1880 à 1890, le burlesque gagne considérablement en popularité et se développe en une forme de divertissement bien définie, avec une première partie, l'olio et une seconde partie ou du burlesque. La plupart des spectacles classés comme burlesques, entre 1870 et 1880, sont en partie du type ménestrel, beaucoup contiennent des distributions entièrement composées de femmes. Parmi les spectacles organisés de 1880 à 1890, on peut citer les spectacles suivants : Female Mastodons & Burlesque Co. d'Ida Siddon, Lily Clay de Sam T. Jack, Adamless Eden Gaiety Co., Burlesquer de Lillie Hall, English Novelty Co., Madame Girard Gyer’s English Novelty Co, Night Owls de Bob Manchester, May Howard’s Co. dirigée par Harry Morris, son mari et Tom Miaco, City Club organisé par les mêmes gérants, Creole Burlesquers de Sam T. Jack, un spectacle entièrement composé de Noirs, Fay Foster Co., organisé par Joe Oppenheimer, Rose Hill English Folly Co, géré par George W. Rice et Charles Barton, Weber and Fields Vaudeville Club, Burlesquers de John S. Grieves, Model Burlesquers de Boom, Parisian Folly et Henry Burlesquers de John H. Smiths, dans lequel McIntyre et Heath ont joué. »

### 1900 - 1920
Le burlesque des deux premières décennies du XXe siècle est dominé par la Columbia Amusement Company (en). Aussi connue sous le nom de Columbia Wheel, elle produit chaque année plus de trois douzaines de spectacles en tournée qui passent par un nombre égal de théâtres affiliés. La Columbia écrase les petits circuits ou les achète carrément, et organise un circuit subsidiaire, l’American Wheel, qui joue dans des théâtres moins importants et ne censure pas les artistes aussi strictement que la Columbia Wheel. Avant la Première guerre mondiale, le burlesque de Columbia est généralement familial. Parmi les interprètes, on trouve Bert Lahr, Fanny Brice, Bobby Clark (en), Leon Errol et Jay C. Flippen, qui ont tous quitté le burlesque pour les comédies musicales et les revues de Broadway. 

### 1920 - 1930

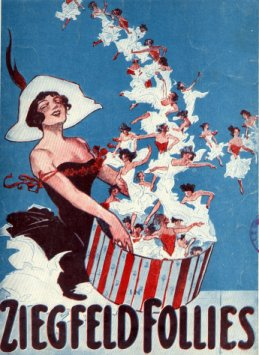
Affiche des Ziegfeld Follies.

La filiale American Wheel de Columbia fait faillite, en 1922, mais les cadres et les producteurs forment un nouveau circuit indépendant, Mutual, qui s'inspire des revues modernes de Broadway comme The Earl Carroll Vanities (en) et les Ziegfeld Follies. De nombreux artistes et producteurs abandonnent la Columbia, considérée comme démodée et en déclin. À son apogée, Mutual monte jusqu'à 50 spectacles par an dans autant de théâtres affiliés. Les spectacles de Mutual sont plus osés que ceux de Columbia, mais pas aussi pittoresques que les spectacles montés par les théâtres burlesques locaux, comme ceux de Minsky (en) au National Winter Garden dans le Lower East Side. Le spectacle burlesque populaire de cette période évolue finalement vers le striptease qui devient l'ingrédient dominant du burlesque, au milieu des années 1920.
Le passage du burlesque traditionnel au striptease est décrit dans le film The Night They Raided Minsky's (1968). Plusieurs interprètes revendiquent ou sont crédités d'être les premiers stripteaseurs. Les comédiens Bud Abbott, Lou Costello (pas encore en duo), Harry Steppe (en), Joe Penner, Billy Gilbert, Rags Ragland, ainsi que les stripteaseuses Ann Corio, Hinda Wausau (en) et Gypsy Rose Lee jouent dans les spectacles de Mutual.

### Années 1930 et déclin
Mutual s'effondre en 1931, lors de la Grande Dépression. Alors que les spectacles légitimes de Broadway ferment, les impresarios burlesques, comme les Minskys, quittent les quartiers populaires pour louer des théâtres à Times Square et dans les environs. Les compagnies de burlesque restantes se multiplient dans d'autres villes et récupèrent les anciens talents de Mutual. À la fin des années 1930, la répression du burlesque, par le clergé, les factions anti-vices et les entreprises locales, font que le burlesque commence à chuter progressivement. Les spectacles évoluent lentement, passant de spectacles de variétés, de comédies grivoises à de simples représentations axées principalement sur le striptease. À New York, le maire Fiorello La Guardia met un frein au burlesque, à partir de 1937 et le fait effectivement disparaître, au début des années 1940. Le burlesque résiste ailleurs aux États-Unis, de plus en plus négligé, et dans les années 1970, la nudité étant devenue monnaie courante dans les théâtres, le burlesque américain  atteint « sa disparition définitive ».

## Représentations burlesques

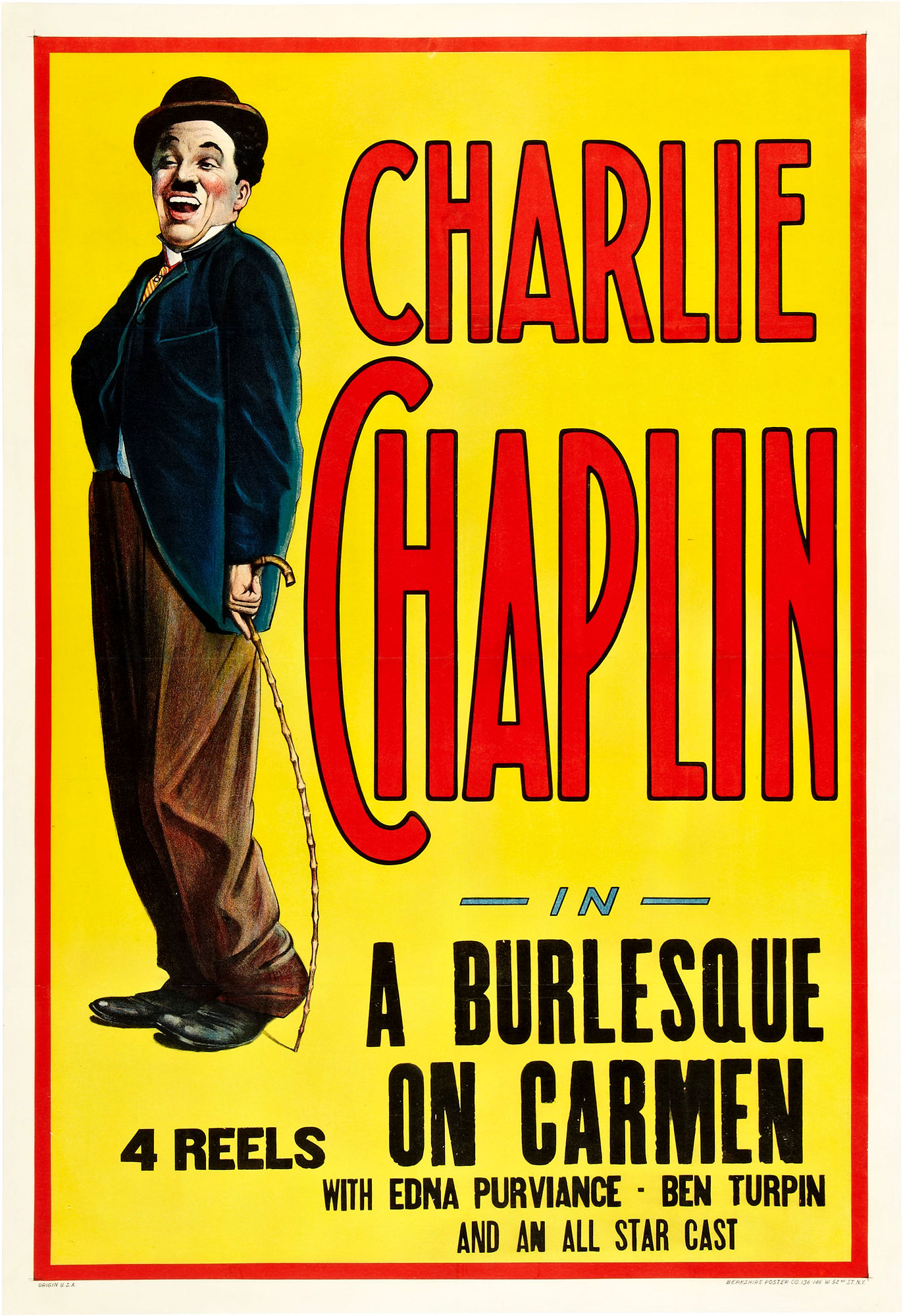
Affiche du film Charlot joue Carmen, titre original Burlesque on Carmen.

Les représentations burlesques comprennent à l'origine des sketchs comiques qui parodient les classes supérieures et le grand art, tels que l'opéra, le drame shakespearien et le ballet classique. Le genre se développe en parallèle au vaudeville sur des tournées concurrentes. Peut-être qu'en raison des tensions sociales historiques entre les classes supérieures et les classes inférieures de la société, une grande partie de l'humour et du divertissement du burlesque américain ultérieur s'est concentré sur des sujets sans prétentions intellectuelles et grivois.
En 1937, Epes W. Sargent (en) écrit dans le magazine Variety que « le burlesque est élastique ; peut-être plus que toute autre forme de divertissement théâtral », ce qui signifie que les artistes burlesques n'ont pas besoin de se produire d'une certaine manière. Les artistes peuvent structurer leur spectacle comme ils le souhaitent.

## Le burlesque au cinéma

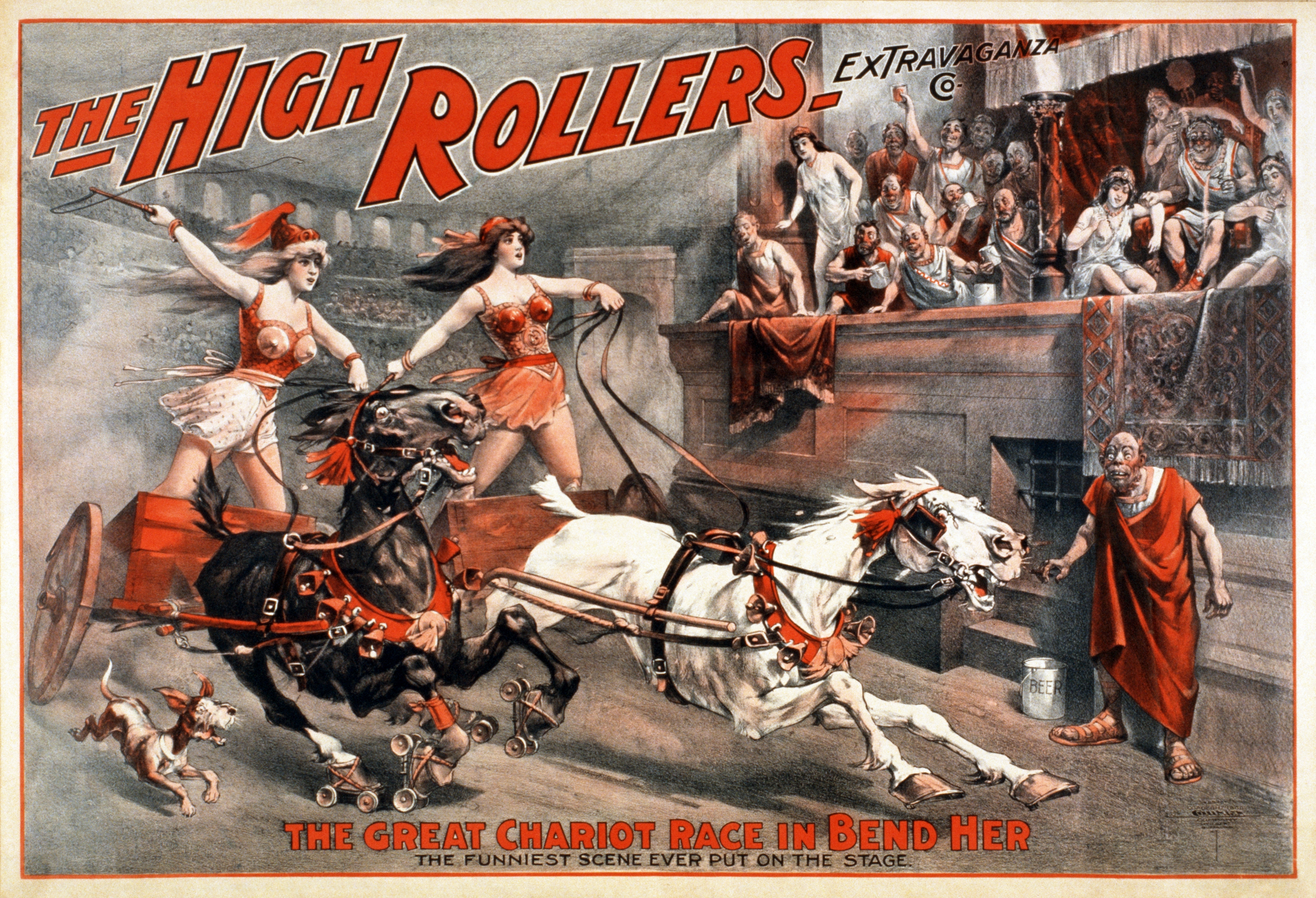
Affiche de The High Rollers Extravaganza Co. : The Great Chariot Race in Bend Her (Parodie de la pièce de Ben-Hur 1900).

Les spectacles burlesques ont été représentés dans de nombreux films hollywoodiens, à commencer par Applause, un film musical en noir et blanc de 1929, réalisé en coulisses par Rouben Mamoulian. Parmi les autres, citons King of Burlesque (1936), avec Warner Baxter ; L'Étrangleur (1943) avec Barbara Stanwyck ; Delightfully Dangerous (1945) avec Constance Moore ; Two Sisters from Boston (1946), avec Kathryn Grayson ; Queen of Burlesque (1946), avec Evelyn Ankers ; Linda, Be Good (1947), avec Elyse Knox ; et La Collégienne en folie (1952), avec Virginia Mayo. Gypsy, Vénus de Broadway (1962), avec Natalie Wood et Strip-tease chez Minsky (1968), avec Jason Robards, dépeignent le burlesque des années 1920 et 1930. Parmi les autres films qui incluent des personnages burlesques, on peut citer Boule de feu, une comédie burlesque de 1941 mettant en vedette Gary Cooper et Barbara Stanwyck. En outre, de nombreuses comédies de Bud Abbott et Lou Costello présentent des numéros burlesques classiques, telles que The Lemon Table, Crazy House et Slowly I Turned/Niagra Falls. 

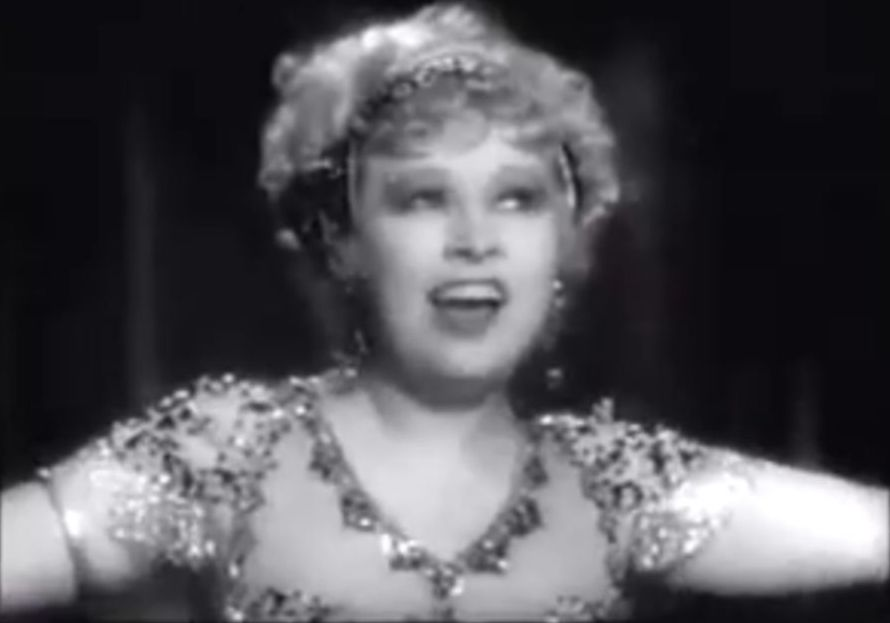
Mae West exécutant sa danse burlesque dans le film Je ne suis pas un ange (1933).

Les documentaires à petit budget des spectacles burlesques existants commencent avec Hollywood Revels (1946), où une production régulière est mise en scène dans un théâtre et photographiée à distance. En 1947, le producteur de films W. Merle Connell reconstitue l'action dans un studio, où il peut contrôler le travail de la caméra, l'éclairage et le son, en fournissant des gros plans et d'autres techniques photographiques et éditoriales de studio. Sa production de 1951, French Follies, recrée une présentation burlesque américaine classique. Certains chiffres des années 1950 indiquent que les films burlesques peuvent coûter plus de 50 000 dollars à produire, mais Dan Sonney (en) affirme que la plupart ne coûtent qu'environ 15 000 dollars parce qu'ils sont tournés rapidement et souvent en moins d'une journée. Parmi les autres films tournés au Follies Theat de Los Angeles, citons A Night at the Follies (1947), Too Hot to Handle (1950) et Kiss Me Baby (1957). 

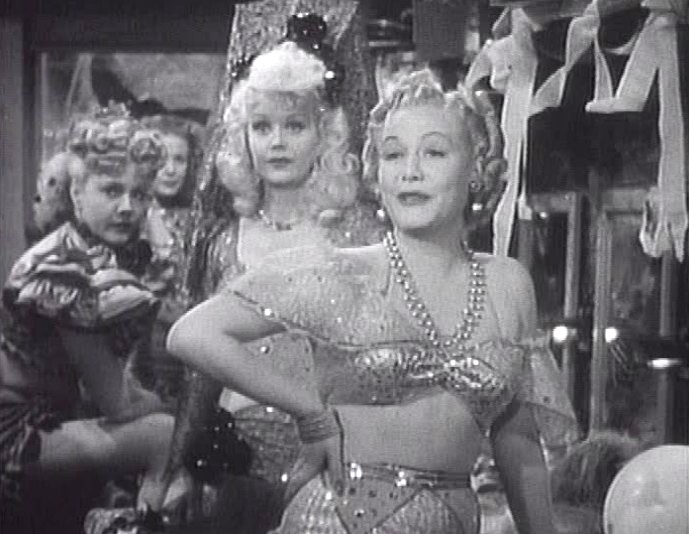
Marion Martin et Gloria Dickson dans le film L'Étrangleur (titre original : Lady of Burlesque).

Plus tard, d'autres producteurs entrent dans le sujet, utilisant la photographie couleur et même le travail de repérage. Naughty New Orleans (1954) est un exemple de divertissement burlesque au cinéma, mettant en scène des filles et des gags, bien qu'il fasse passer le lieu d'une scène de maison burlesque dans une boîte de nuit populaire. Le photographe Irving Klaw filme une série de longs métrages burlesques très rentables, mettant généralement en vedette la pin-up Bettie Page et divers comédiens de bas étage, dont la future vedette de télévision Joe E. Ross. Les films les plus connus de Bettie Page sont Striporama (en) (1953), Varietease (1954) et Teaserama (1955). Ces films, comme leur titre l'indique, ne font qu'aguicher le spectateur : les filles portent des costumes révélateurs, mais il n'y a jamais de nudité. À la fin des années 1950, cependant, des films plus provocateurs voient le jour, utilisant parfois un format de « colonie de nudistes » et le film burlesque relativement insipide s'éteint.

## Spectacles et reprises

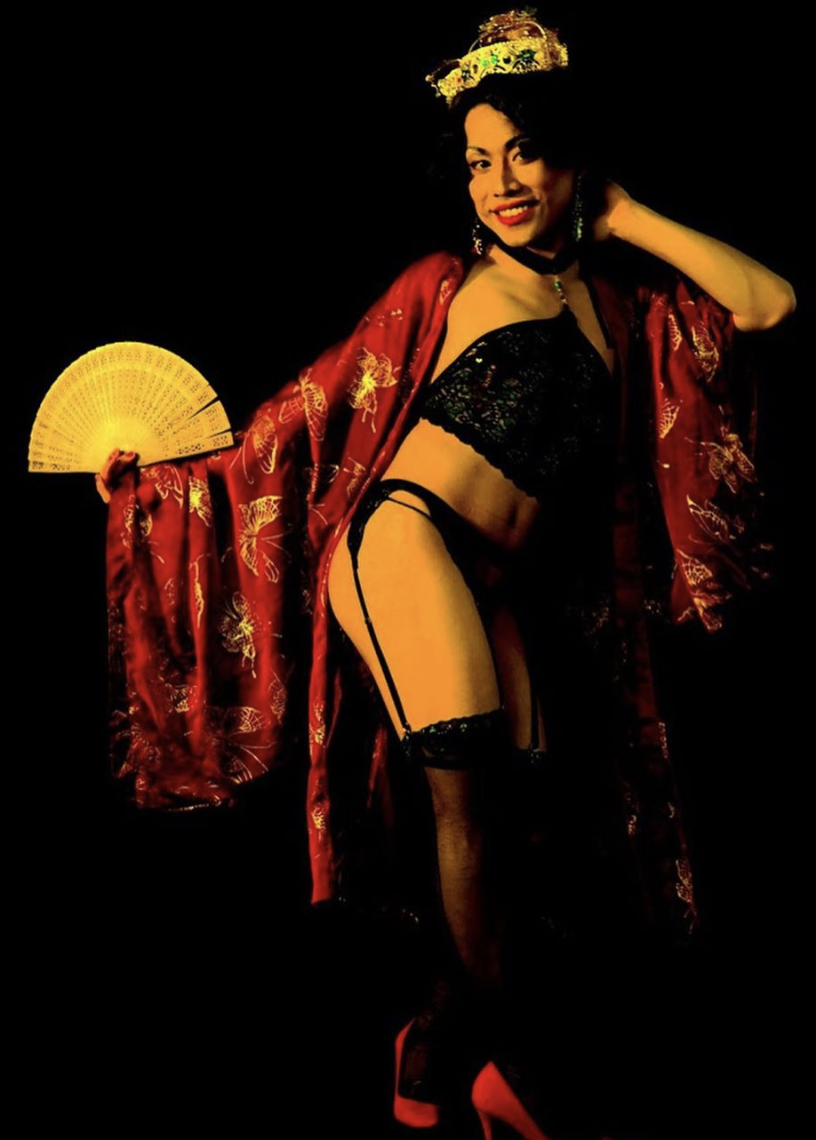
Interprète burlesque de Chinatown à Melbourne (années 1930).

Une comédie musicale de Broadway intitulée Burlesque débute le 1er septembre 1927 et se poursuit jusqu'au 14 juillet 1928. Top Banana (en), une comédie musicale avec la musique et les paroles de Johnny Mercer et un livret de H. S. Kraft (en), avec Phil Silvers, est créée à Broadway, en 1951. 
Gypsy, la production originale de Broadway débute le 21 mai 1959 et se termine le 25 mars 1961, après 702 représentations.
En 1962, la célèbre strip-teaseuse Ann Corio monte un spectacle nostalgique off-Broadway, This Was Burlesque, qu'elle met en scène et dans lequel elle joue également. En 1968, elle écrit un livre portant le même titre.
Le spectacle de Corio tourne pendant près de deux décennies. En 1979, la comédie musicale de Broadway, Sugar Babies (en), recréé un spectacle de l'ère Mutual (en). Une adaptation scénique libre de The Night They Raided Minsky's, appelée Minsky's, est présentée pour la première fois, le 6 février 2009 au Ahmanson Theatre, à Los Angeles, pour une durée de trois semaines. Une pièce de 2013, The Nance, écrite par Douglas Carter Beane, se concentre sur un personnage d'une troupe burlesque des années 1930.

## New burlesque

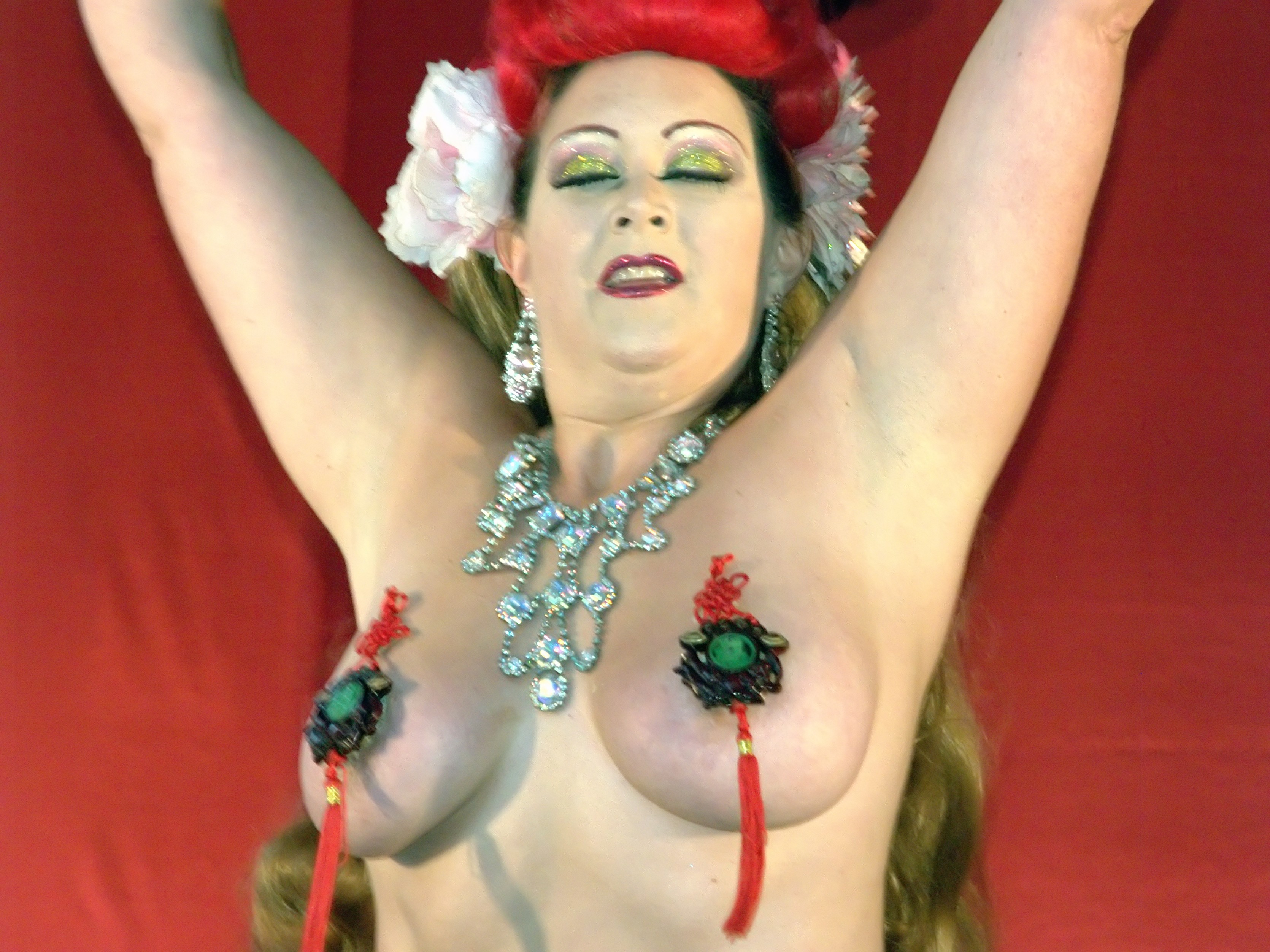
Miss Dirty Martini au Howl Festival de New York (2009).

Une nouvelle génération, nostalgique du spectacle et du glamour, perçus de l'ancien temps, décide de faire revivre le burlesque. Ce renouveau est initié indépendamment au début des années 1990 par Billie Madley et plus tard avec Ami Goodheart dans les revues Dutch Weismann's Follies à New York, la troupe The Velvet Hammer de Michelle Carr à Los Angeles et les Shim-Shamettes à La Nouvelle-Orléans. Le Royal Jelly Burlesque Nightclub d'Ivan Kane, ouvre ses portes, en 2012, au Revel Resort and Casino. Il s'inspire des stars du passé comme Sally Rand, Tempest Storm, Gypsy Rose Lee et Lili St-Cyr, mais aussi d'artistes plus récents comme Dita von Teese, Julie Atlas Muz et Anne McDonald,. Les troupes Agitprop tels que Cabaret Red Light (en) ont inclus la satire politique et l'art de la performance dans leurs représentations.
De nos jours, le néo-burlesque a pris de nombreuses formes, mais toutes ont le trait commun d'honorer une ou plusieurs des incarnations précédentes du burlesque, avec des numéros tels que le striptease, des costumes onéreux, de l'humour paillard, le cabaret et des jeux de comédie/variété,. Bien que les spectacles néo-burlesques rendent hommage aux représentations précédentes, ils manquent souvent d'éléments de parodie et de commentaire politique qui étaient monnaie courante dans le burlesque traditionnel. Des artistes et des spectacles burlesques modernes se produisent partout dans le monde et des conventions annuelles comme le Festival international du burlesque de Vancouver (en), le Festival du burlesque de New York (en) créé par les stars du burlesque Angie Pontani (en) et Jen Gapay ainsi que le concours Miss Exotic World ont lieu. En 2008, The New York Times note que le burlesque a fait un retour sur la scène des performances artistiques de la ville.
Un film musical, de 2010, Burlesque, avec Christina Aguilera et Cher, tente de capitaliser sur le renouveau du burlesque. Cependant, il reçoit des critiques mitigées et un score de 37% sur le site web du film Rotten Tomatoes. Les critiques le trouvent « perversement docile » et « plus proche de la danse de l'éventail de votre grand-mère que des revues néo-burlesques qui ont commencé à apparaître au début des années 1990 ». De plus, il « remue le derrière, dans le sens du new burlesque, mais c'est strictement vieille école... avec une histoire qui avait déjà pris la poussière en... 1933 ».

## Personnalités du burlesque américain
- Jean Idelle
- Abbott et Costello
- Jack Albertson
- Robert Alda
- Morey Amsterdam
- Michael Attree (en)
- Candy Barr
- Irving Benson (en)
- Milton Berle
- Immodesty Blaize
- Bella Blue
- Ben Blue
- Jac Bowie (en)
- Fanny Brice
- Sherry Britton
- Red Buttons
- Jack Cameron (en)
- Jack Carter (en)
- Ann Corio
- Catherine D'lish
- Danny Dayton (en)
- Jami Deadly (en)
- Millie DeLeon (en)
- Joe DeRita
- Phyllis Dixey
- Jimmy Durante
- Leon Errol
- Jade Esteban Estrada (en)
- Joey Faye (en)
- W. C. Fields
- Dwight Fiske (en)
- Fanne Foxe
- Gentry de Paris (en)
- Jackie Gleason
- Gilda Gray
- Jennie Lee
- Dixie Evans
- Margie Hart
- Bob Hope
- Al Jolson
- Bambi Jones
- Danny Kaye
- Bert Lahr
- Michelle L'amour
- Rose La Rose
- Pinky Lee (en)
- Gypsy Rose Lee
- Al Lewis (en)
- Lola the Vamp
- Jayne Mansfield
- Angelique Pettyjohn (en)
- Minsky Malone (en)
- Missy Malone (en)
- April March (en)
- Pauline Markham
- Miss Dirty Martini
- Tim Moore (en)
- Chesty Morgan
- Julie Atlas Muz
- Kitten Natividad
- Olsen and Johnson
- Bettie Page
- Gloria Pall (en)
- Tracy Phillips
- Molly Picon
- Miss Polly Rae (en)
- Angie Pontani (en)
- Jonny Porkpie
- Rags Ragland
- Sally Rand
- Alan Reed
- Liz Renay
- Benny Rubin (en)
- Lili St-Cyr
- Satan's Angel
- Tura Satana
- Phil Silvers
- Red Skelton
- Arnold Stang
- Blaze Starr
- Tempest Storm
- Torchy Taboo
- Dita von Teese
- Evelyn West (en)
- Mae West
- Mollie Williams (en)
- Henny Youngman
- Joe Yule